# ТЕС Sajószöged
47°56′22″ пн. ш. 20°58′10″ сх. д. / 47.93944° пн. ш. 20.96944° сх. д.
ТЕС Sajószöged — теплова електростанція в Угорщині у медьє Бо́ршод-А́бауй-Зе́мплен (північний схід країни).
Наприкінці 20 століття в Угорщині для покриття пікових навантажень у енергосистемі спорудили кілька газотурбінних електростанцій, які могли невдовзі після запуску видавати струм до мережі. Однією з них стала ТЕС у Sajószöged, де в 1998-му стала до ладу одна встановлена на роботу у відкритому циклі газова турбіна виробництва European Gas Turbines (за ліцензією General Electric) потужністю 123 МВт.
Як паливо турбіна використовує нафтопродукти.